# رئيس أركان جيش الطيران (تونس)
رئيس أركان جيش الطيران التونسية، هو قانونيا الضابط العسكري الأعلى رتبة في جيش الطيران التونسي.

## قائمة الرؤساء
| الصورة | الاسم              | بداية العهدة   | نهاية العهدة   |
| ------ | ------------------ | -------------- | -------------- |
|        | التوهامي ماشطة     | ?              | 16 سبتمبر 1985 |
|        | عبد الحميد الفهري  | 16 سبتمبر 1985 | ?              |
|        | محمد الحبيب السوسي | 1967           | 1976           |
|        | محمود بن محمد      | 4 يوليو 2002   | 9 فبراير 2008  |
|        | الطيب لعجيمي       | 9 فبراير 2008  | 1 سبتمبر 2012  |
|        | محمد نجيب الجلاصي  | 1 سبتمبر 2012  | 22 أغسطس 2013  |
|        | بشير البدوي        | 22 أغسطس 2013  | 28 أغسطس 2015  |
|        | محمد فؤاد العلوي   | 28 أغسطس 2015  | 1 أغسطس 2017   |
|        | محمد الحجام        | 1 أغسطس 2017   | الآن           |